# El Lucero (periódico)
El Lucero, Diario político, literario y mercantil, más conocido como El Lucero, fue un periódico argentino del siglo XIX, editado durante los gobiernos de Lavalle, Viamonte, Rosas y Balcarce. El periódico se fundó en 1829 y cerró sus operaciones en 1833.

## Historia
El Lucero fue un diario cuyo contenido estaba basado en temas de política, literatura y noticias empresariales. Fue fundado por el periodista napolitano Pedro de Ángelis. El periódico era impreso en la Imprenta Argentina y en la Imprenta de la Independencia, entre el 7 de septiembre de 1829 hasta el 31 de julio de 1833.

## Galería

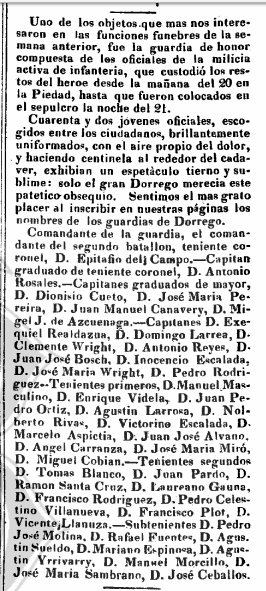
Noticias del traslado de los restos del cuerpo del político argentino Manuel Dorrego.
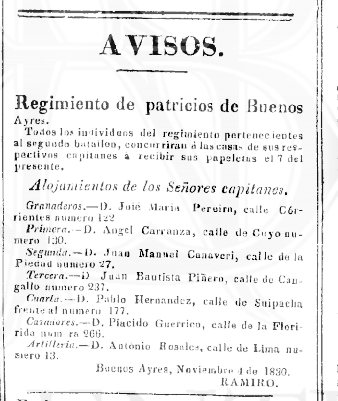
Avisos del regimiento de Patricios.
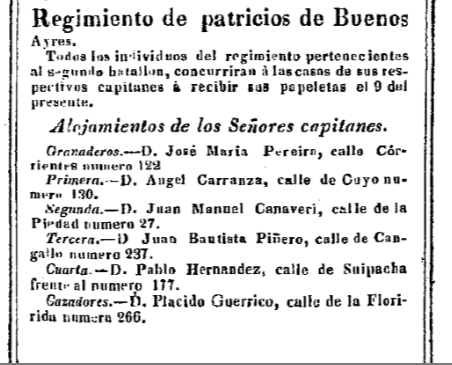
Regimiento de Patricios en El Lucero el 10 de noviembre de 1830.
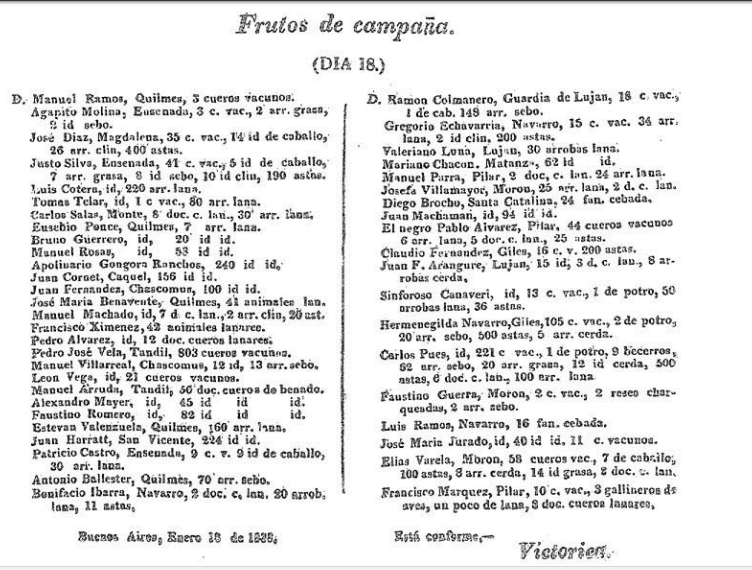
Noticias de suministro de cueros a la ciudad.
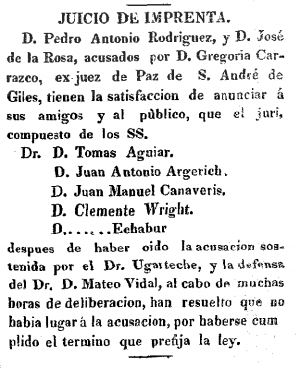
Noticias del pueblo de San Andrés de Giles.